# Wigratzbad

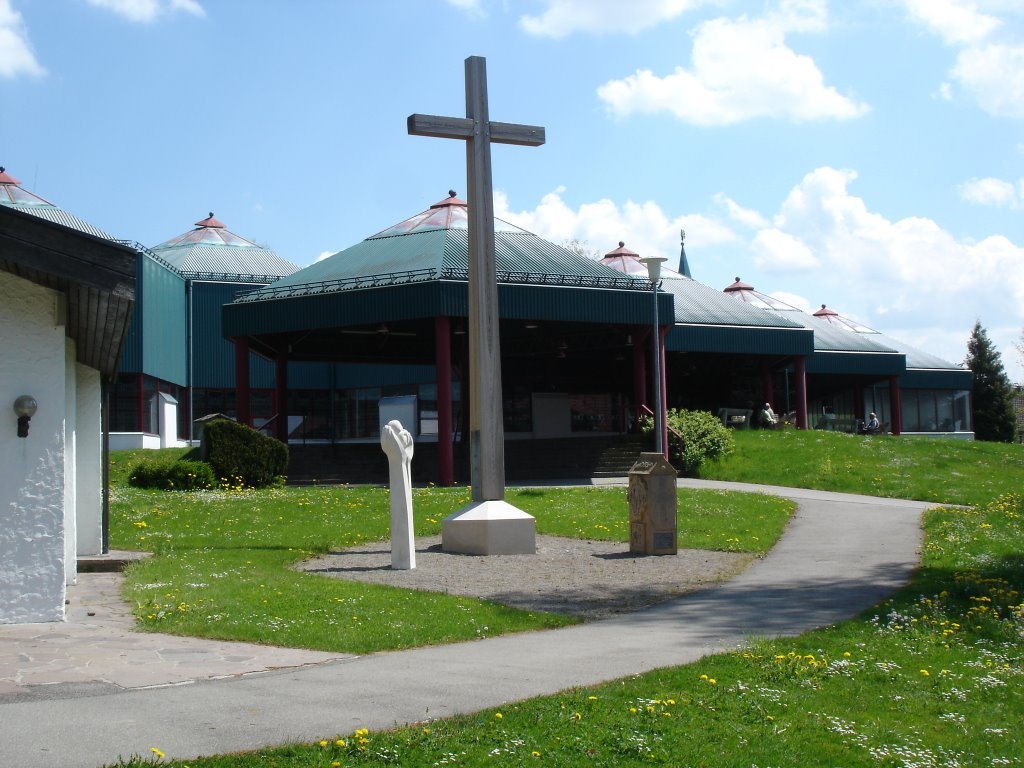
Mariánská kaple ve Wigratzbadu

Wigratzbad je osada a mariánské poutní místo ležící v okrese Lindau ve Švábsku v jihozápadním cípu Bavorska. Administrativně je součástí města Opfenbach.
Osada je známá pro mariánská zjevení, která světu oznámila místní rodačka a vizionářka Antonie Rädler (1899–1991), a jako sídlo francouzsko- a německojazyčného mezinárodního semináře Kněžského bratrstva sv. Petra, v němž studují seminaristé z celé kontinentální Evropy i dalších částí světa. Na připomínku zjevení byla v osadě postavena kaple Panny Marie Vítězné.
Za účelem návštěvy poutního místa a každoročních kněžských svěcení osadu každoročně navštíví statisíce poutníků.